# 藤原信家
藤原 信家（ふじわら の のぶいえ）は、平安時代中期から後期にかけての公卿。藤原北家、関白太政大臣・藤原教通の長男。官位は正二位・権大納言。山井第を伝領したことから山井大納言と号した。

## 経歴
寛仁2年（1019年）内大臣であった藤原教通の長男として誕生。長元3年（1030年）に元服するが、摂関の座にあった伯父・頼通の猶子となっていたため正五位下に直叙され、侍従に任ぜられる。右近衛中将を経て、長元6年（1033年）15歳にして従三位に叙せられ公卿に列す。
長元9年（1036年）に従二位・権中納言、長久2年（1041年）には正二位と藤原道長の孫の代としては先頭を切って順調に昇進し、永承2年（1047年）には実父・教通の右大臣就任と同日に、先任の権中納言で既に60歳を過ぎていた小野宮流の藤原経通・資平兄弟を超えて権大納言に昇任している。
その後は、父の教通や伯父の頼通・頼宗・能信・長家兄弟や源師房が健在だったこともあり、長く権大納言の官職に留まる。しかし、康平3年（1060年）伯父・頼通の六男で前々年に権大納言に昇進したばかりの師実が、17歳ながら信家を飛び越えて内大臣に任ぜられたことを苦にして籠居、翌康平4年（1061年）4月8日に権大納言を辞し、13日出家し即日薨去した。胃病であったという。

## 官歴
注記のないものは『公卿補任』による。
- 万寿2年（1025年） 3月23日：童殿上[2]
- 長元3年（1030年） 2月11日：元服、正五位下（直叙）。3月8日：侍従[3]
- 長元4年（1031年） 正月5日：従四位下（一品内親王御給）。11月16日：従四位上（上東門院御給）
- 長元6年（1033年） 正月5日：正四位下（中宮御給）。正月19日：右近衛中将。10月23日：従三位（養父頼通の譲・行幸賞）
- 長元7年（1034年） 正月7日：正三位
- 長元9年（1036年） 7月10日：従二位（実父教通の譲による）。12月8日：権中納言
- 長久2年（1041年） 10月19日：正二位（新造内裏家子賞）
- 永承2年（1047年） 8月1日：権大納言[4]
- 康平4年（1061年） 4月8日：辞権大納言。4月13日：出家、即日薨去[5]。

## 系譜
- 父：藤原教通
- 母：藤原公任の娘
- 正室：儇子内親王 - 小一条院の娘
- 妻：源済政の娘
- 養子女
  - 養子：藤原忠綱 - 実は藤原頼通の五男
  - 養子：藤原宗家 - 実は敦貞親王の子
  - 養女：源麗子 - 実は源師房の娘、藤原師実の正室